# Juri Konstantinowitsch Sokolow
Juri Konstantinowitsch Sokolow (russisch Юрий Константинович Соколов; * 3. Dezember 1923; † 14. Dezember 1984 in Moskau) war ein sowjetischer Einzelhandelsfunktionär.

## Werdegang
Sokolow war bis 1982 Direktor des Lebensmittelunternehmens Gastronom Nr. 1, dem früheren Feinkostladen Jelissejew in Moskau, der vor allem die sowjetische Nomenklatura mit Delikatessen versorgte. Gastronom Nr. 1 war das Flaggschiff der Moskauer Gastronom-Handelsgenossenschaft und ein Großbetrieb mit 1000 Angestellten und einem Jahresumsatz von annähernd 100 Millionen Rubel. In dieser Position konnte er ein ausgedehntes Beziehungsnetz aufbauen, unter anderen war er auch mit der Tochter von Generalsekretär Breschnew befreundet. Seiner Frau verschaffte er die Position der stellvertretenden Direktorin des Kaufhauses GUM mit der Zuständigkeit für Lebensmittel und Gastronomie.

## Verhaftung
Sokolow wurde am 9. November 1982, einen Tag vor Leonid Breschnews Tod und kurz vor dem Amtsantritt von Generalsekretär Andropow, dem vormaligen Vorsitzenden des KGB, zusammen mit seiner Frau verhaftet. Der Leiter des Moskau-Büros der Washington Post Dusko Doder berichtete, die Polizei habe bei der Durchsuchung von Sokolows Appartement in einem Versteck Geld im Gegenwert von 4 Millionen USD gefunden. Nach einer Meldung der Zeitung Iswestija wurde er  beschuldigt, über einen längeren Zeitraum Schmiergelder angenommen und unter Missbrauch seiner offiziellen Position eine kriminelle Gruppe zum Verschieben von Lebensmitteln organisiert zu haben. In der Folge von Sokolows Festnahme setzte eine Verhaftungswelle ein, in deren Verlauf mehrere hundert Angestellte von Staatsbetrieben festgenommen wurden. Der Leiter der Moskauer Handelsverwaltung (Glawtorg) Nikolai Petrowitsch Tregubow wurde 1984 verhaftet und 1986 zu 15 Jahren Gefängnis verurteilt. Es gilt als sicher, dass Andropow die Antikorruptionskampagne nutzte, um die Gefolgsleute seines Vorgängers Breschnew zu schwächen. Für seine Delikte wurde Sokolow zum Tode verurteilt, ein Gnadengesuch wurde abgelehnt. 1984 wurde er durch Erschießen hingerichtet.